# Stadion Narodowy Timoru Wschodniego
Stadion Narodowy to wielofunkcyjny stadion w Dili w Timorze Wschodnim. Jest używany głównie do meczów piłki nożnej. Stadion mieści 5000 osób, ale nigdy nie był gospodarzem meczu międzynarodowego.
Turniej między drużynami narodowymi Timoru Wschodniego, drużyną policji ONZ i mieszanymi reprezentacjami Australii i Nowej Zelandii został rozegrany w maju 2007 roku.
Gra w piłkę nożną w Timorze Wschodnim jest trudna, ponieważ temperatura może osiągnąć 40 °C, a boisko na stadionie jest z litej skały, z suchą trawą na nim i łatami, gdzie są to po prostu czyste kamienie.